# Солдатьонков Кузьма Терентійович
Солдатьонков Кузьма Терентійович (10 [22] жовтня 1818, Москва — 19 травня [1 червня] 1901, Кунцево, нині в межах Москви) — московський підприємець, комерційний радник, текстильний фабрикант і великий книговидавець. Будучи великим текстильним фабрикантом, набув широкої популярності як покровитель мистецтва і безкорисливий видавець ряду цінних творів. Власник художньої галереї і старовинного наришкінського маєтку «Кунцево».

## Біографія
Народився в старообрядницькій купецькій родині. Його дід Єгор Васильович народився в селі, розташованому поблизу Павловського Посада, організував там же в 1774 році невелике шовкоткацьке виробництво, де сам працював на верстаті разом з двома синами Терентієм і Костянтином. Сини незабаром переселилися в Москву і стали власниками ткацької фабрики, де працювали близько сотні найманих робітників, які випускали шовкові тканини. Торгували вони також паперовою пряжею і бавовною.
Козьма Солдатьонков систематичної освіти не отримав, але відрізнявся неабияким природним розумом.
У 1852 році після смерті старшого брата Івана почав керувати сімейним підприємством, яке згодом успадкував його племінник Василь Іванович Солдатьонков (1847—1910).
З кінця 1840-х років збирав картини переважно російських художників (Карла Брюллова, Олександра Іванова, Василя Перова, Павла Федотова та інших). Допомогу в їх відборі йому надавав брат Василя Боткіна, мистецтвознавець Михайло Боткін і художник Олександр Іванов. За багате і щедре заступництво мистецтвам Солдатьонков отримав прізвисько «Козьма Медічі».